# Molly Bloom
Molly Bloom, il cui vero nome è Marion, è un personaggio del romanzo Ulisse di James Joyce.

## Il personaggio
Moglie di Leopold Bloom, il personaggio principale del romanzo, è una parodia della Penelope dell'Odissea. La maggior differenza tra le due mogli è che Penelope è fedele ad Ulisse, mentre Molly, al contrario, ha una relazione extraconiugale con Hugh "Blazes" Boylan.
Joyce modellò il personaggio di Molly su sua moglie, Nora Barnacle; in effetti, il giorno in cui si svolge il romanzo è il 16 giugno 1904, data del primo appuntamento di Joyce e Nora, ora chiamato Bloomsday. Alcuni critici ritengono che un altro possibile modello per il personaggio di Molly sia Amalia Popper, una delle studentesse di Joyce ai tempi in cui insegnava inglese a Trieste. Amalia Popper era la figlia di un uomo d'affari ebreo di nome Leopold Popper. Joyce scrisse a proposito di una sua relazione con Amalia Popper nel manoscritto Giacomo Joyce, in cui sono presenti immagini e temi che utilizzò sia nell'Ulisse che nel Ritratto dell'artista da giovane. Ricerche recenti hanno accertato che la ragazza protagonista del breve racconto in prosa Giacomo Joyce era invece Bice Richetti, coniugata Randegger .
Molly, che a Dublino è una cantante d'opera di una certa fama, è nata a Gibilterra nel 1870, figlia di Major Tweedy e Lunita Laredo. Molly e Leopold si sono sposati nel 1888. È la madre di Milly Bloom, che è andata via di casa a quindici anni per studiare fotografia e di Rudy Bloom, che è morto dopo undici giorni dalla nascita.
Il monologo di Molly Bloom, che conclude l'Ulisse, è un lungo monologo interiore (i pensieri del personaggio scorrono liberi senza interruzioni da parte di eventi esterni) senza punteggiatura e racconta i suoi pensieri e le sue bugie mentre a letto aspetta il ritorno di Leopold.
Il romanzo Elizabeth Costello dello scrittore John Maxwell Coetzee ha per protagonisti una scrittrice, autrice del romanzo The House on Eccles Street, scritto dal punto di vista di Molly Bloom.

## Mollya teatro
Il monologo è stato rappresentato più volte in teatro. Le produzioni italiane sono:
- Nel 1979, con il titolo Molly cara, prodotto dalla compagnia Schirinzi - degli Esposti e dal Teatro Uomo di Milano, adattamento di Ettore Capriolo, interpretato da Piera Degli Esposti, regia di Ida Bassignano.
- Nel 1999, con il titolo Molly B. - tutti i miei sì, prodotto dal Teatro Stabile di Firenze, interpretato da Iaia Forte, con la regia di Carlo Cecchi e la traduzione in napoletano di Ruggero Guarino.
- Nel 2012, con il titolo Molly, al Festival dei Due Mondi di Spoleto, prodotto da ArTè Teatro Stabile d'Innovazione di Orvieto, adattato e interpretato da Chiara Caselli, con la regia di Maurizio Panici.